# Турські водоспади

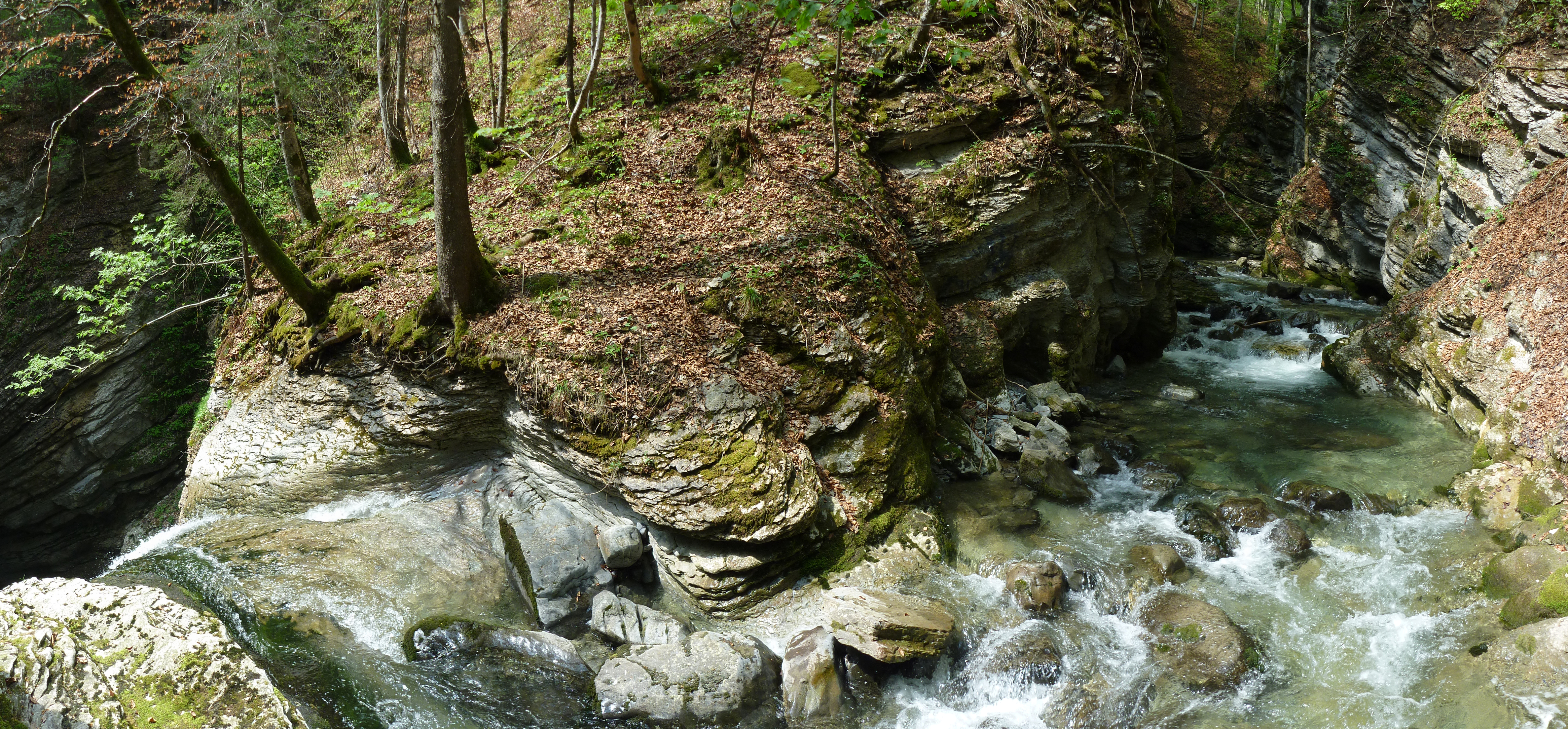
Приплив водоспадів

Турські водоспади (нім. Thurfälle) — двоступеневий каскад водоспадів річки Зентістур, одного з витоків Тура.

## Розташування
Водоспади розташовані недалеко від села Унтервассер у громаді Вільдгаус-Альт-Санкт-Йоганн швейцарського кантону Санкт-Галлен.
Верхня частина називається Верхній Турфалль (Швейцарський водоспад номер 16.1), нижня — Нижній Турфалль (Швейцарський водоспад номер 16.2). Загальна висота падіння становить 23 метри, з яких 13 метрів припадає на верхній водоспад і 10 метрів — на нижній. Середня витрата становить 830 л / с. Площа водозбору річки Зентістур біля водоспаду становить 19,5 км 2. Після тривалої посухи водоспади можуть пересихати, особливо влітку. Річка Зентістур протікає нижче водоспаду через Хеммерлітобель.

## Туризм
До водоспаду можна дістатися підводною пішохідною стежкою з Унтервассера, яка пролягає через Хеммерлітобель, за десять-п'ятнадцять хвилин в один бік. Є три оглядові майданчики. Галерею розміщено на найнижчому рівні. Інші оглядові майданчики, з яких можна спостерігати за нижнім водоспадом, верхнім водоспадом, Хеммерлітобелем і притокою до водоспаду, доступні через освітлений скельний тунель з оглядовими вікнами. Стежка та галереї були відкриті в 1927 році підводником Ернстом Вальдбургером.
Від водоспаду стежки ведуть до Ельплі, Гамплюта, озера Греппелен, гори Зентіс або назад у напрямку Вільдгауса й Унтервассера.

## Галерея

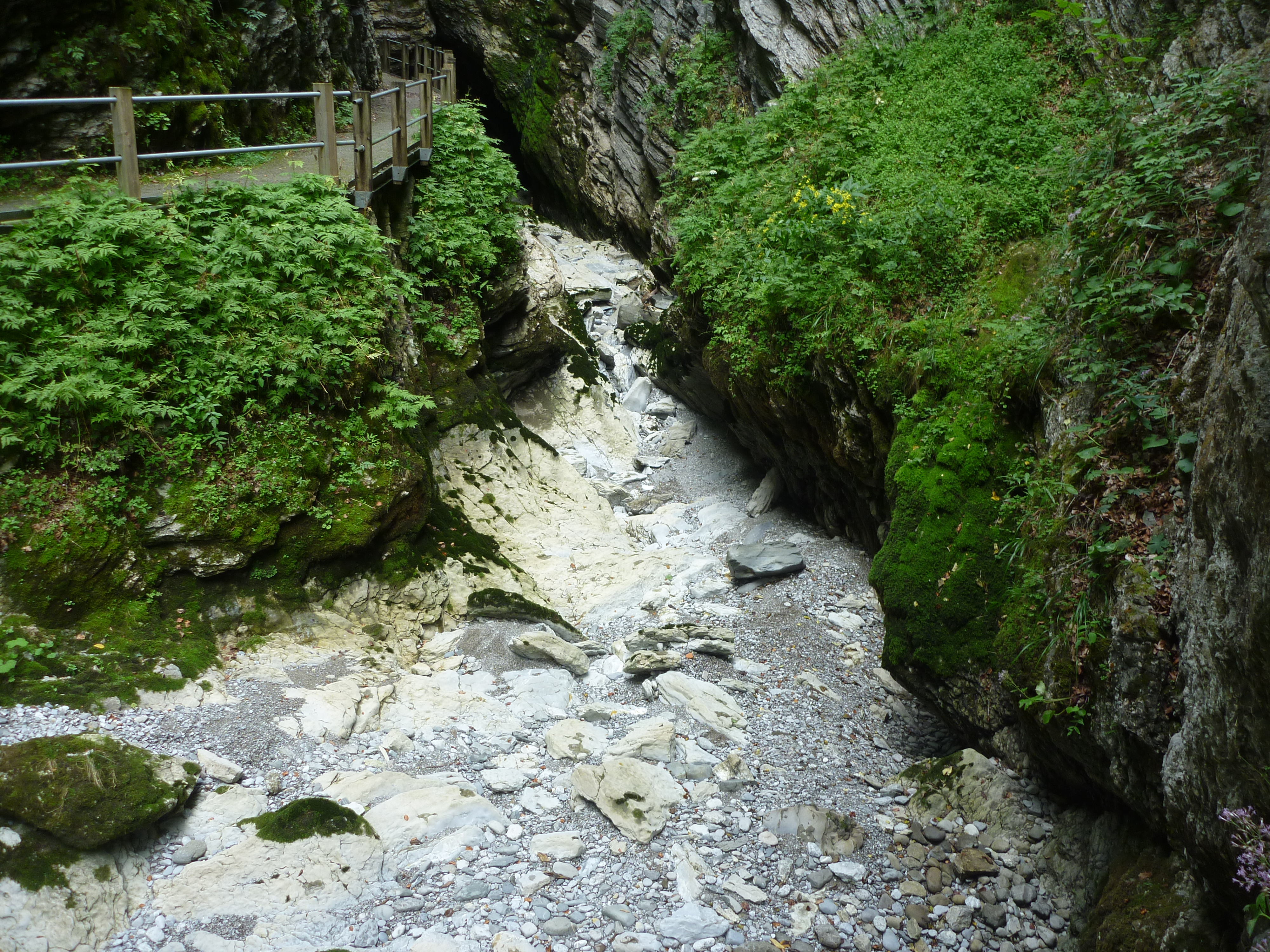
Пересохлий Тур в Хеммерлітоблі
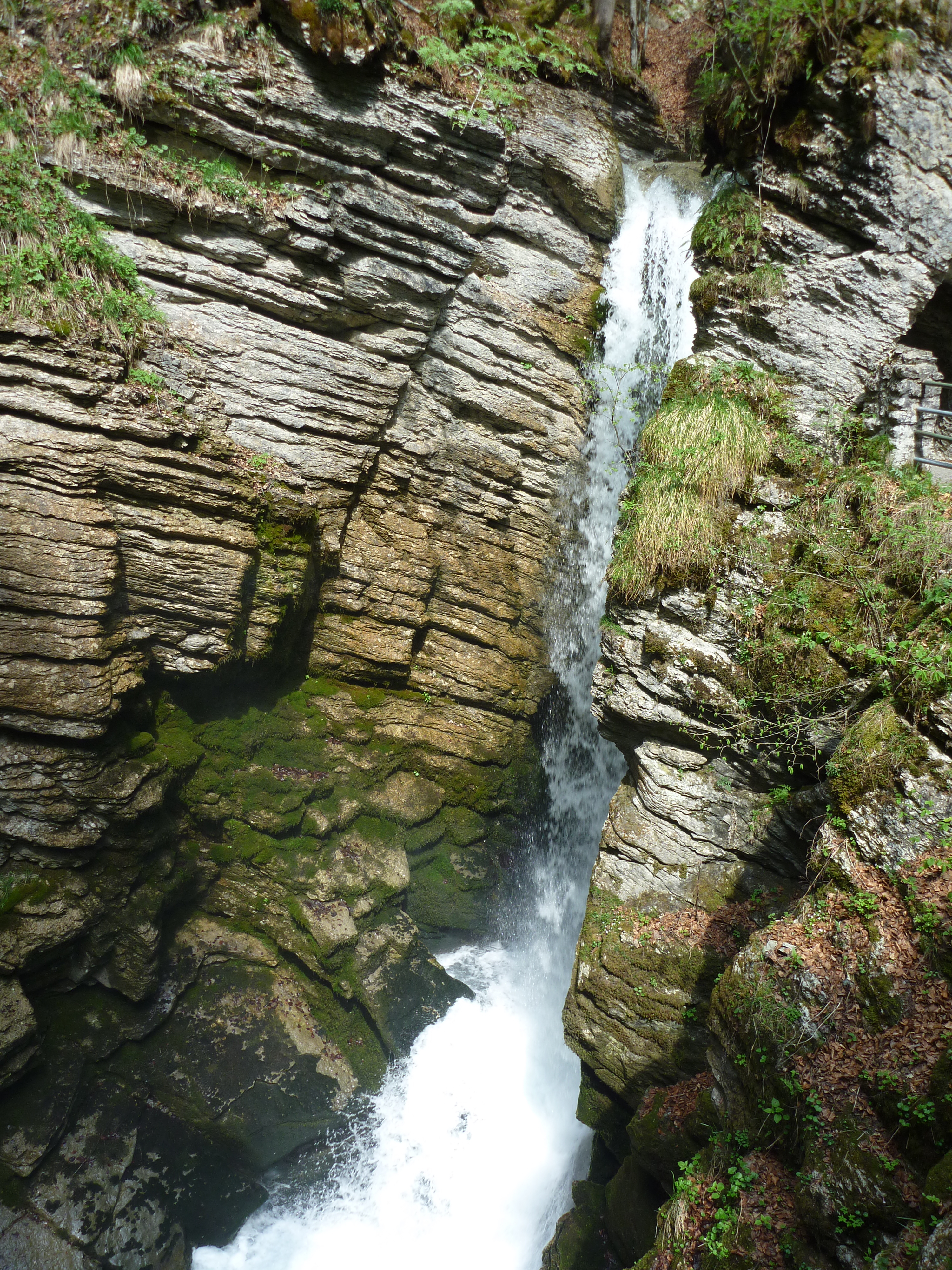
Верхній водоспад
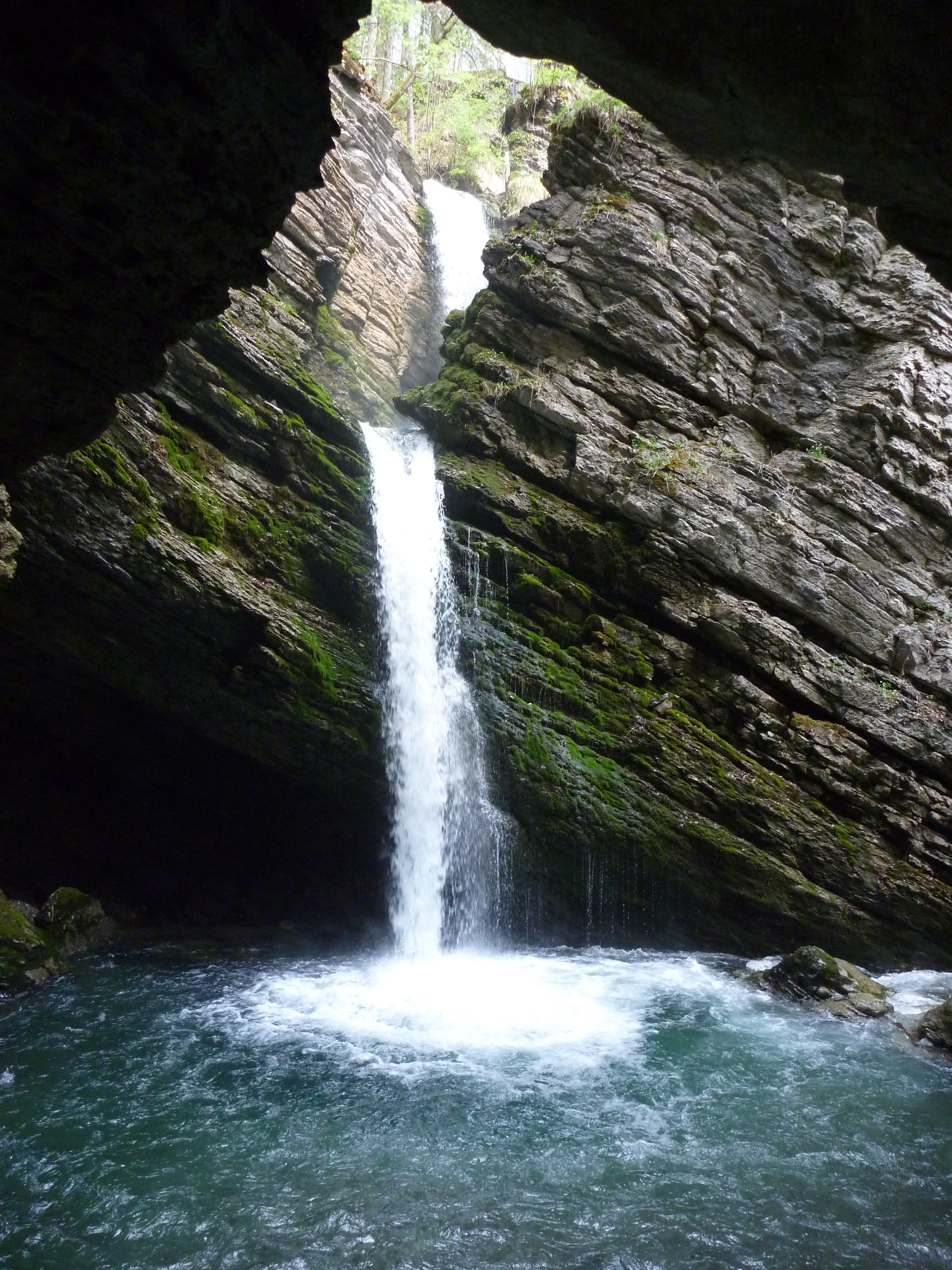
Нижній водоспад
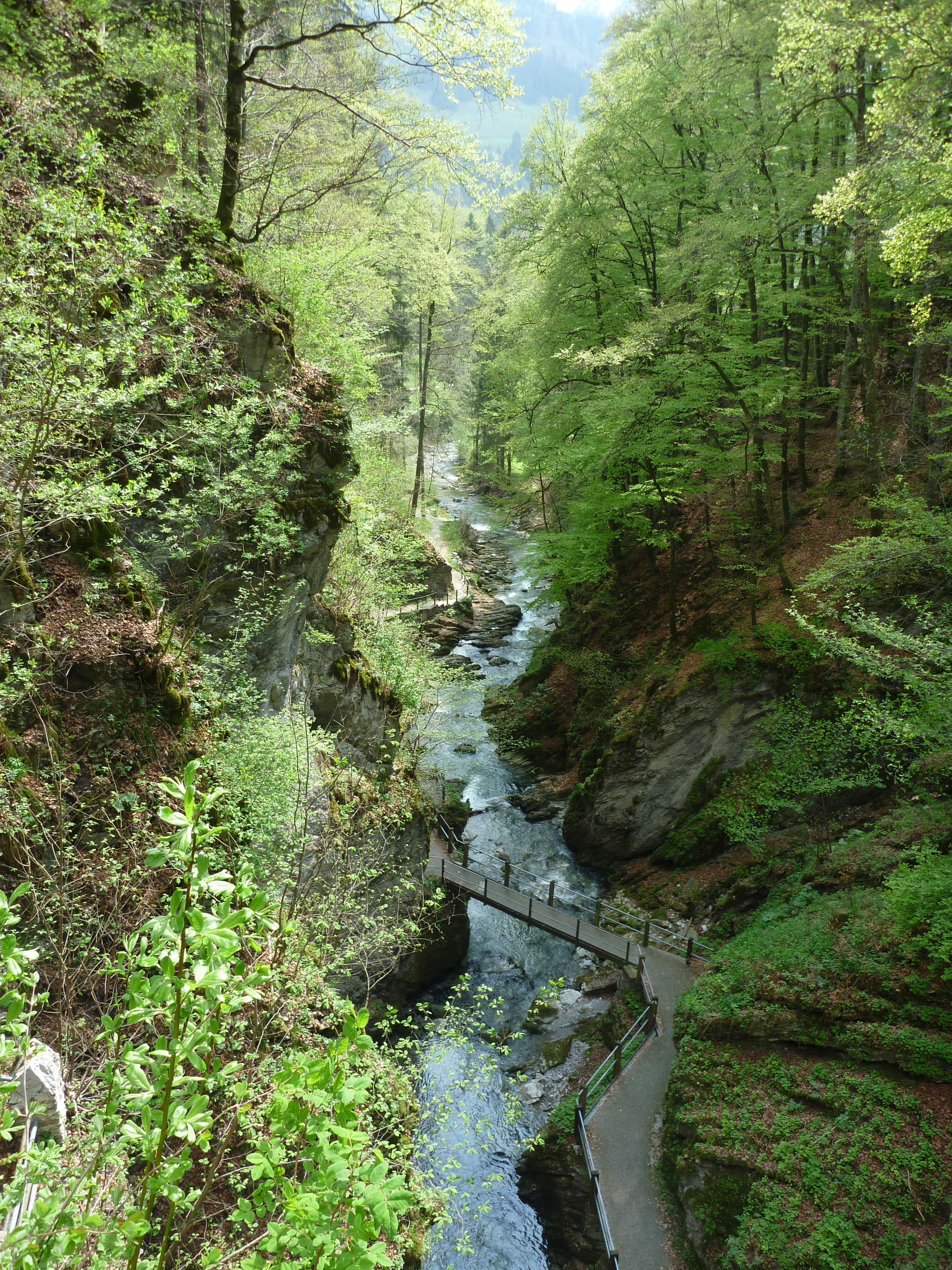
Хеммерлітобель (Chämmerlitobel)